# Praful
Ulrich Schröder, né le 1er janvier 1964 à Düsseldorf, connu sous le pseudonyme Praful, est un musicien allemand de smooth jazz et d'acid jazz qui joue de plusieurs instruments, dont le saxophone ténor et soprano, le bansurî, le pandeiro, le Fender Rhodes, avec de nombreux effets électroniques.

## Discographie
- 1999 : Touched By Love, Mystic Production
- 1999 : It's About Time, Universal, récompensé du Dutch Heineken Cross Over Music Award
- 2001 : One Day Deep, Therapy Recordings
- 2005 : Pyramid In Your Backyard, Therapy Recordings
- 2006 : Remixed + 2, Therapy Recordings
- 2009 : Breathing Love (en duo avec Peruquois), Mystic Production
- 2011 :  Colibri Heart - Ecstatic Dance Journey (en duo avec Guy Barrington), Mystic Production
- 2013 : Mirror Of The Heart , Mystic Production